# Носенки
Но́сенки (укр. Носенки) — село,
Слободский сельский совет,
Миргородский район,
Полтавская область,
Украина.
Код КОАТУУ — 5323287503. Население по переписи 2001 года составляло 9 человек.
Село указано на трехверстовке Полтавской области. Военно-топографическая карта.1869 года как хутор Носенков

## Географическое положение
Село Носенки находится на правом берегу реки Сага,
ниже по течению на расстоянии в 5 км расположено село Мальцы,
на противоположном берегу — село Осово.